# Assurandør
En assurandør er en stillingsbetegnelse for én, der tegner forsikringer til privatpersoner og virksomheder. Meget af tiden går med at tage ud at snakke med kunderne, og det er ofte uden for normal arbejdstid.
| Job | Spire Denne artikel om et job eller en stillingsbetegnelse er en spire som bør udbygges. Du er velkommen til at hjælpe Wikipedia ved at udvide den. |